# 光呼吸

简化的光呼吸和卡尔文循环

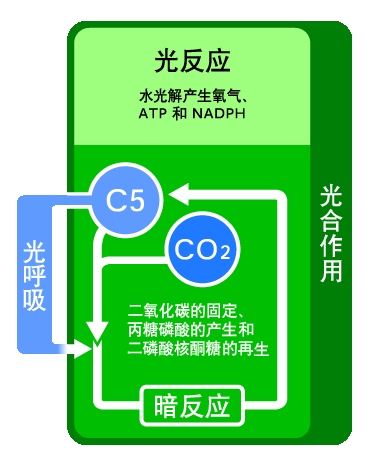
插图1：光呼吸与光合作用。其中C5代表1,5-二磷酸核酮糖。从图中可见，光呼吸是光合作用的一个旁路。

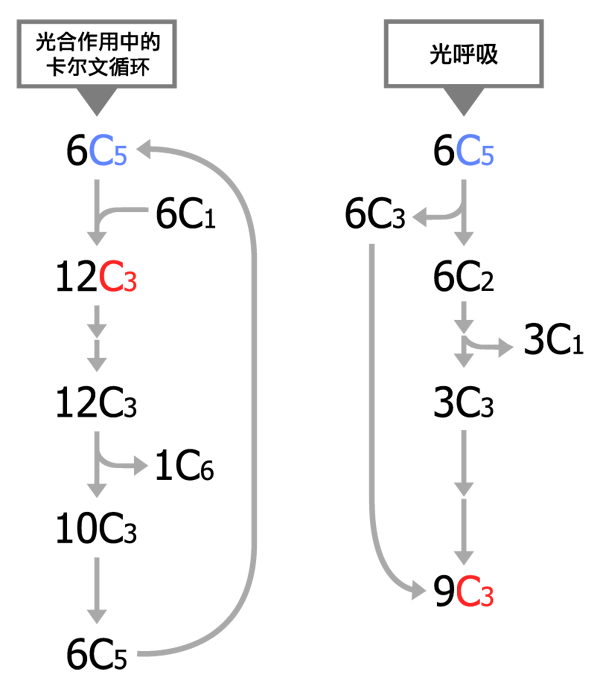
插图2：光合作用和光呼吸过程中的碳流动示意图。C左边的数字代表该物质的量，右边的数字代表该物质的碳原子数。例如12C_{3}代表12摩尔的三碳化合物。其中两边的蓝色C_{5}代表1,5-二磷酸核酮糖，红色C_{3}代表3-磷酸甘油酸。可见，在光合作用中很快可以生成的3-磷酸甘油酸在光呼吸中要经过很多步才能生成。

光呼吸（英語：photorespiration）是所有使用卡尔文循环进行碳固定的细胞在光照和高氧低二氧化碳情况下发生的一个生化过程。它是卡尔文循环中一个损耗能量的副反应。过程中氧气被消耗，并且会生成二氧化碳。如果光呼吸发生在进行光合作用的生物中，那么光呼吸会抵消约30%的光合作用。因此降低光呼吸被认为是提高光合作用效能的途径之一。但是人们后来发现，光呼吸有着很重要的细胞保护作用。
在光呼吸过程中，参与卡尔文循环的反应物1,5-二磷酸核酮糖（英文缩写为，本文中将简称为二磷酸核酮糖）和催化剂核酮糖-1,5-二磷酸羧化酶/加氧酶（英文缩写为，本文中将简称羧化/加氧酶）发生了与其在光合作用中不同的反应。光合作用中，二磷酸核酮糖在羧化/加氧酶的催化下与二氧化碳结合增加一个碳原子，再经过一系列反应，最终生成3-磷酸甘油酸。后者再经过部分卡尔文循环中的步骤，可再次重新生成为二磷酸核酮糖（插图1和插图2）。但光呼吸过程中，二磷酸核酮糖在羧化/加氧酶的催化下生成2-磷酸乙醇酸。
换言之，在羧化/加氧酶的作用下，二磷酸核酮糖参与了两种过程：生成能量获得碳素的卡尔文循环，以及消耗能量释放碳素的光呼吸。由此可见，光呼吸和卡尔文循环关系密切，它们之间的关系可以作一形象的理解：糖工厂内（行卡尔文循环的细胞）的葡萄糖生产线（卡尔文循环）因一部机器（1,5-二磷酸核酮糖羧化酶/加氧酶）构造不完善，一部分原材料（1,5-二磷酸核酮糖）不断被错误加工，产出次品（2-磷酸乙醇酸），虽然有一补救措施，可将次品重加工并再次投入生产线，但是整个过程却是非常费时费力的（参见下文）。这个错误加工和补救的过程就是光呼吸。
发生光呼吸的细胞需要三个细胞器的协同作用才能将光呼吸起始阶段产生的“次品”“修復”，耗时耗能。这也是早期光呼吸被人们称作“卡尔文循环中的漏逸”，“羧化/加氧酶的构造缺陷”的原因。有人提出，在农业上抑制光呼吸能促进植物生长。科学家在基因工程方面做出多种尝试，试求降低植物的光呼吸，促进植物成长，为世界粮食问题提供一种解决方案。但是后来科学家发现，光呼吸可消除多余的NADPH和ATP，减少细胞受损的可能，有其正面意义。又因为光呼吸与大气中氧气/二氧化碳比例联系非常紧密，科学家甚至认为可以通过控制陆地植物的数量，以控制地球大气氧气和二氧化碳的成分比。

## 研究史
光呼吸和光合作用在大气中存在光照条件下同时进行，加上细胞本身会进行呼吸作用，一般的气体交换方法难以发现和测定光呼吸。因此光呼吸的发现较晚。1920年，德国的奥托·海因里希·瓦尔堡发现光合速率会因为氧分压的升高而降低，后来这现象就被命名为瓦布效应。而约翰·德柯尔在1955年偶然通过实验，观察到烟草叶在光照突然停止之后释放出大量的二氧化碳。他当时称之为“二氧化碳的猝发”，并认为这是在光照条件下发生的“呼吸”。光呼吸有此得名。60年代初，科学家应用红外CO2分析仪和同位素示踪技术更深入地了解了光呼吸。1972年，由爱德华·托尔伯特正式阐明光呼吸机制。但是该过程中所涉及的酶经过了很长一段时间才得到识别，但人们对于中间产物在各细胞器中的转运和光呼吸的调节，则所知甚少。

## 概念辨析
“光呼吸”中含有“呼吸”一词，但该过程并不是真正的细胞呼吸作用，行光呼吸细胞中进行的真正呼吸作用被专称为暗呼吸（细胞呼吸是细胞内分解有机物质产生能量的过程，与日常听到的呼吸不一样，后者指的是呼吸道的气体交换。注意：文中若提到呼吸，指的均为细胞呼吸作用）。加上“暗”字是为了与光呼吸有所区别，因为光呼吸只在光照下才会发生，这也是其名字中“光”的由来。而暗呼吸既在有光，也在没有光的情况下发生。
光呼吸被冠以“呼吸”二字，是因为光呼吸与呼吸作用（在行光呼吸细胞中则为暗呼吸）的投入产出一样，就是说氧气参加了反应并被消耗，过程中会释放二氧化碳。但两者除了在是否需要光照这一点上存在差异之外，还有光呼吸过程要消耗ATP，即能量，还要消耗还原当量NADPH，这是和暗呼吸不一样的，暗呼吸是细胞获得能量的途径（参看呼吸作用条目）。第三点，光呼吸发生的场所依次为叶绿体，过氧化物酶体和线粒体，与暗呼吸在细胞质和线粒体发生有区别。
植物和很多细菌都在碳反应（以前曾称之为暗反应）阶段使用卡尔文循环，固定大气中或水中的碳，以合成有机物。但并非所有行光合作用的细胞都使用卡尔文循环进行碳固定，例如绿硫细菌会使用还原性三羧酸循环，绿曲挠菌（Chloroflexus）会使用3-羟基丙酸途径（3-Hydroxy-Propionate pathway），还有一些生物会使用核酮糖-单磷酸途径（Ribolose-Monophosphate Pathway）和丝氨酸途径（Serine Pathway）进行碳固定。所以这些生物就不含有光呼吸所需的关键的羧化/加氧酶，也就没有光呼吸了。但是，即使有卡尔文循环，也未必有完整的光呼吸，像蓝藻这种水生的原核生物，它们有卡尔文循环发生的结构，但是却没有过氧化物酶体，线粒体，光呼吸即使会发生，也只能进行到乙醇酸一步。而且它们具有从周围介质中主动吸收无机碳并积累的能力。蓝藻的细胞膜上有碳酸根泵，它能提高羧化体（Carboxysome）中二氧化碳浓度的作用，而羧化体正是蓝藻的卡尔文循环发生地。而相应地，真核藻类也有类似机制，不过参与其中的主要细胞结构可能换成了淀粉核。这些机制，制造了高浓度的二氧化碳，而高浓度的二氧化碳会压制光呼吸所以，在20世纪80年代有人怀疑，究竟蓝藻中是否会发生光呼吸。目前有人认为蓝细菌能有效压制光呼吸，但不能完全避免乙醇酸的产生。生成的乙醇酸可能会被排出，甚至可能会被菌落的其他个体作为碳源吸收。
2-磷酸乙醇酸是光呼吸过程中出现的第一个产物，它是一个具有二个碳原子的化学物质，因此人们又将光呼吸称为光呼吸碳氧化循环，或简称C2循环。除此之外，光呼吸还有别的名称：氧化的光合碳循环（Oxidative photosynthetic carbon cycle），乙醇酸途径（Glycolate pathway）或旁路。

## 过程

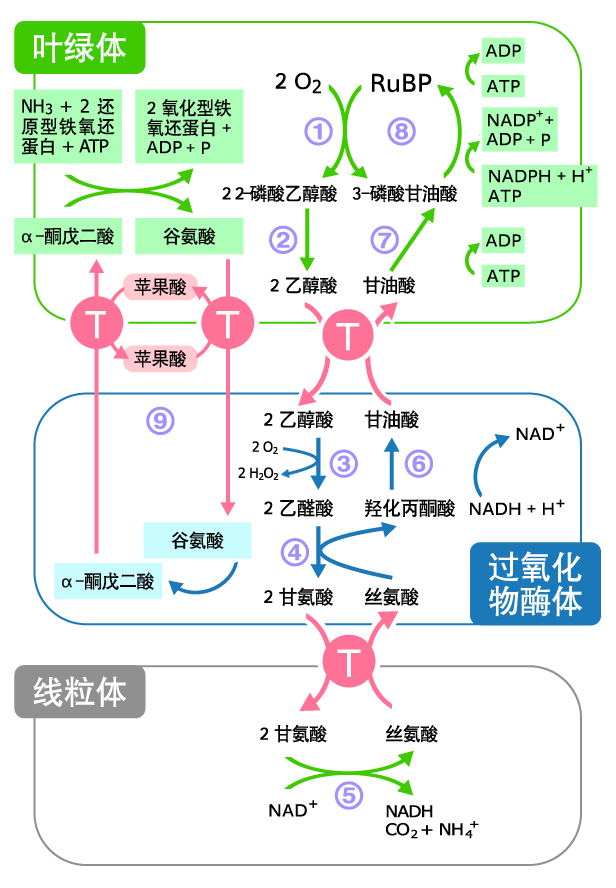
插图3：光呼吸过程通览，注意：图中①的3—磷酸甘油酸和⑧中的二磷酸核酮糖并未被配平。

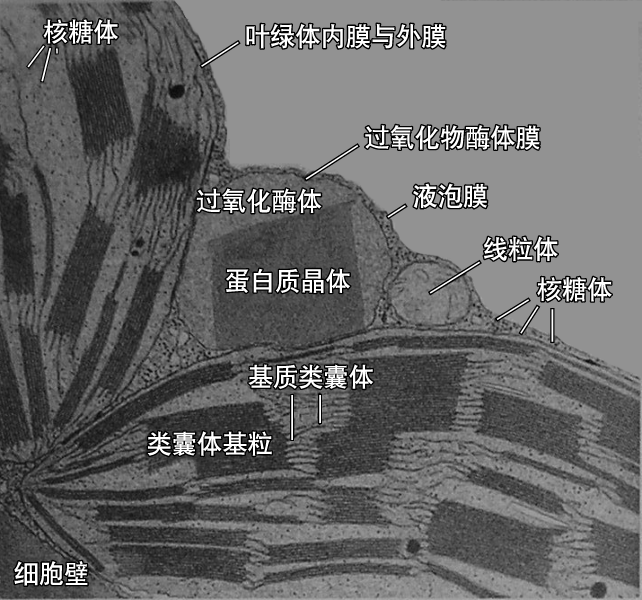
插图4：三種參與光呼吸的胞器，叶绿体、过氧化物酶体和线粒体在细胞中的局部分布

光呼吸涉及三个细胞器的相互协作：叶绿体、过氧化物酶体和线粒体。整个过程可被看作由二磷酸核酮糖被加氧分解为2—磷酸乙醇酸和3—磷酸甘油酸开始，经过一系列的反应将两碳化合物磷酸乙醇酸生成3—磷酸甘油酸，后者进入卡尔文循环，可再次生成为二磷酸核酮糖。而叶绿体内进行的是光呼吸开始和收尾的反应，过氧化物酶体内进行的是有毒物质的转换，而线粒体则将两分子甘氨酸合成为一分子丝氨酸，并释放一分子二氧化碳和氨（插图3）。在光呼吸过程中产生的氨，细胞能通过谷氨酰胺—谷氨酸循环快速固定再次利用高效回收，这个过程消耗一分子ATP和NADPH。在陆生C3植物中，在光呼吸过程中产生的氨量比植物根部能吸收到的还要多，成为植物自身氮代谢（详见植物氮代谢）的一个重要环节。而且相比起根部通过吸收硝酸根或直接从根瘤中得到氨的固定途径，光呼吸的氨固定效率要高出5到10倍。
在插图4中，叶绿体，过氧化物酶体和线粒体相互靠近，如果是这样的话，底物在细胞器之间的扩散距离就会被缩短，反应速度自然会被加快。

### 叶绿体部分
光呼吸的开始部分：1分子氧气能与1分子1,5-二磷酸核酮糖生成1分子2-磷酸乙醇酸（2-Phosphoglycolate）和3-磷酸甘油酸（3-Phosphoglycerate）。反应由1,5-二磷酸核酮糖羧化酶/加氧酶羧化/加氧酶催化（插图3的①）。
这1分子磷酸乙醇酸会被磷酸乙醇酸磷酸酶脱去磷酸机团成为乙醇酸（Glycolate）（插图3中的②）。乙醇酸在叶绿体内膜上有相应的转运体（Translocator），它协助乙醇酸离开叶绿体。乙醇酸到达过氧化物酶体时，会通过可能是由孔蛋白（Porin）组成的孔（Poren）进入过氧化物酶体。
而横向来看，光呼吸的最终阶段也是发生在叶绿体。由过氧化物酶体得来的甘油酸会转变为3-磷酸甘油酸（插图3的⑦），而后者也是光呼吸开始时二磷酸核酮糖分解和卡尔文循环羧化阶段的产物。3-磷酸甘油酸会进入卡尔文循环余下的两个阶段（插图3中的⑧）：还原阶段（产物是丙糖磷酸）和1,5-二磷酸核酮糖再生阶段。
同时，从插图1可看出，叶绿体也能将α-酮戊二酸还原为谷氨酸。这是光呼吸过程中谷氨酸-酮戊二酸循环中（插图3中的⑨）的一部分。再生的谷氨酸会再回到过氧化物酶体内与乙醛酸进行转氨基作用。

### 过氧化物酶体部分
过氧化物酶体的基质是细胞中处理有毒物质的特殊场所。但通过对拟南芥的研究，过氧化物酶体具有比以前认为的（即脂类降解，光呼吸和过氧化氢解毒三大作用）更多功能。在光呼吸過程中产生的乙醛酸和过氧化氢（双氧水）都是有毒害作用的物质。即使该两种物质低浓度的存在于叶绿体中，也能够完全阻断光合作用的发生。原因是，乙醛酸和过氧化氢会氧化卡尔文循环中硫氧还蛋白的二硫键，硫氧还蛋白因此失去激活下游蛋白的能力。乙醛酸还能抑制羧化/加氧酶。
在过氧化物酶体中，乙醇酸加氧成为乙醛酸，并生成过氧化氢（插图3中的③）。
过氧化氢会被过氧化物酶体中的过氧化氢酶（Catalase）催化为水和氧气。而乙醛酸也会在谷氨酸的参与下通过转氨基作用生成甘氨酸，催化的酶是谷氨酸乙醛酸转氨酶（插图3中④）。甘氨酸通过孔道逸出过氧化物酶体到达线粒体，通过转运进入后者参加下一步反应。
而在线粒体生成的丝氨酸则又会回到过氧化物酶体，这时的丝氨酸会作为氨基供体，通过丝氨酸乙醛酸氨基转移酶（Serine glyoxylate aminotransferase SGAT）转变为羟化丙酮酸（插图3中④），后者在NADH供氢的情况下被还原为甘油酸（插图3中的⑥），返回叶绿体。而丝氨酸乙醛酸氨基转移酶和谷氨酸乙醛酸转氨酶所催化的反应都是植物体内调节氨基酸含量的重要过程。
与线粒体和叶绿体膜的选择性通透不同，过氧化氢和乙醛酸非常容易通过过氧化物酶体膜逸出。但这并未发生，是因为过氧化物酶体的基质的特殊性质。实验发现，倘若线粒体或叶绿体的膜被破坏（例如将两者悬浮于水中，所谓的“渗透休克”即会发生细胞膜破裂），线粒体和叶绿体的内容物会溶解。但过氧化物酶体的内容物在膜破裂后却会以颗粒状存在，颗粒大小与原过氧化物酶体相当。这说明，在过氧化物酶体中，酶是以复合体（Multienzymcomplex）的形式结合在一起的。一系列的酶促反应在复合体中各个部分之间能快速传递，又能防止底物逸出和副反应的发生，是一种非常高效的代谢形式，被称为“代谢物沟道效应”（Metabolite channelling）。

### 线粒体部分

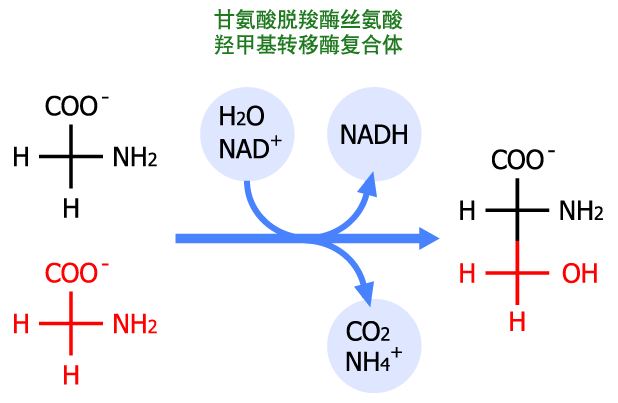
甘氨酸會在甘氨酸脫羧酶複合體的作用下生成一分子丝氨酸

在线粒体中，两分子的甘氨酸会在甘氨酸脱羧酶复合体的作用下脱去一分子二氧化碳和氨，生成一分子丝氨酸（插图3中的⑤）。

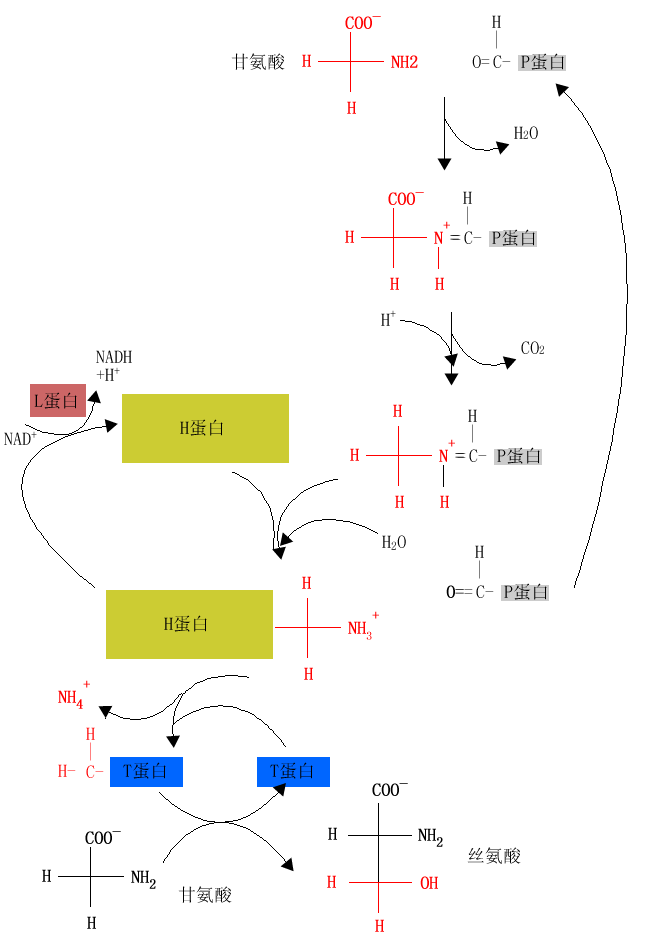
插图5：线粒体甘氨酸转变为丝氨酸示意图

这一步反应其实是非常复杂的。甘氨酸脱羧酶复合体由含硫辛酰胺辅基的H蛋白，含磷酸吡哆醛（Pyridoxalphosphate）辅基的P蛋白，含四氢叶酸（Tetrahydrofolate）的T蛋白和L蛋白组成。参与反应的一分子甘氨酸首先与P蛋白的吡哆醛上的醛基反应，生成一分子施夫碱。甘氨酰残基然后会被脱羧（除去-COO−），只剩下-CH2NH3+，再后会被带到H蛋白的硫辛酰胺残基上，这是一步氧化还原反应，其中硫辛酰胺的二硫键被还原。之后T蛋白参与反应，断开碳原子和氮原子之间的连接。氮元素以氨的形式释放。而碳原子则被T蛋白转移到另一甘氨酸的α碳原子上，成为一分子丝氨酸。
反应中生成的NADH能够被线粒体呼吸链用作能量的生成，同时也能作为还原当量被供给其他细胞器利用。绿色植物线粒体具有很强的甘氨酸氧化能力，其甘氨酸脱羧酶复合体可占线粒体中溶解蛋白质的30到50%。非绿色植物的甘氨酸氧化蛋白含量则很少，甚至缺失。

### 光呼吸的损耗
光呼吸比碳固定要更费能量。在卡尔文循环中，每分子二氧化碳要耗费3分子和2分子。
假设现在要进行两回合的光呼吸，并联系卡尔文循环考虑，即2分子O2加入，计算从二磷酸核酮糖回到二磷酸核酮糖的能量损耗。首先是整个过程会释放出1分子二氧化碳，即上述卡尔文循环空转一圈，损耗和。再有光呼吸过程中，甘油酸激酶和NH4+的再固定各消耗，后者还要一分子。而过程产生的3分子3-磷酸甘油酸变为3分子磷酸丙糖和再生成一分子二磷酸核酮糖，前者需要3分子和3分子，而后者需要约2分子。考虑到过程中出现出现的热损耗，综上，为了平衡2分子O2的碳变化，细胞要消耗和。
碳固定方面請參見右圖。

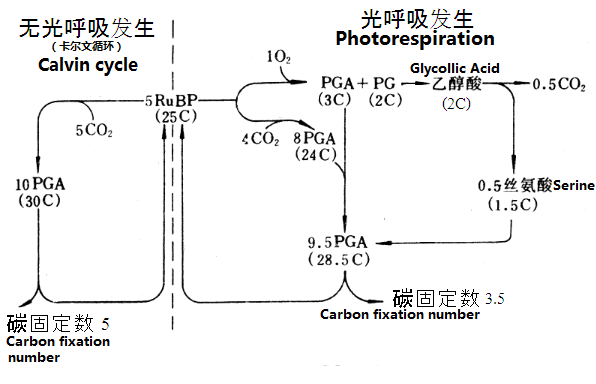
插图6：光呼吸对碳固定数的影响

以下的表格是在2氧气分子参与下，2分子羧化/加氧酶的羧化和氧化作用能量损耗和损耗，以及碳固定对比。
|          | 羧化功能 | 氧化功能 |
| -------- | -------- | -------- |
| ATP      | 6        | 10       |
| NADPH    | 4        | 6        |
| 碳固定数 | 2        | 1.4      |

当光呼吸存在时，碳固定数从没有时的5下降到3.5，降低效率达30%。但根据Wittmann.C等人发表的研究结果，短于1.5cm的垂枝桦（ Roth）枝条在光呼吸（20% O2）和非光呼吸（<2% O2）条件下通过气体交换测量发现，光呼吸并未对该植物的碳流动产生主导影响。

## 生化基础和生成物特性

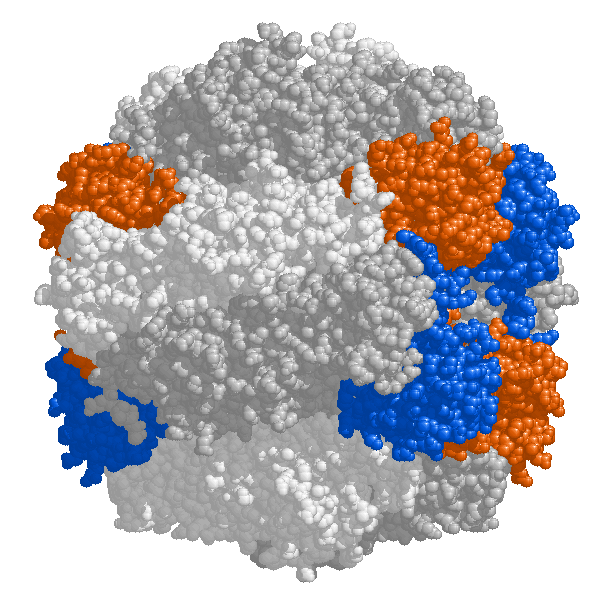
插图7：1,5-二磷酸核酮糖羧化酶（羧化/加氧酶）的空间结构图

高等植物的1,5-二磷酸核酮糖羧化酶由八个由叶绿体编码的大亚基和八个由细胞核编码的小亚基组成。大亚基已包含催化所需的全部信息，而小亚基的功能则未明。
氧气的存在，会降低光合作用的效能，这个现象根据其发现者被命名为瓦氏效应。该现象的出现，与氧气在细胞中扮演的多个角色有关。第一：氧气会以电子受体的形式出现，使得非循环电子传递链短路。第二：氧气是对应二氧化碳在羧化/加氧酶的竞争性抑制剂。
| 酶50%饱和时 | {\displaystyle K_{M}[CO_{2}]=9\ \mu M} {\displaystyle K_{M}[O_{2}]=535\ \mu M} {\displaystyle K_{M}(RuBP)=28\ \mu M} |
| 最大转换数  | {\displaystyle k_{cat}[CO_{2}]=3.3\ s^{-1}} {\displaystyle k_{cat}[O_{2}]=2.4\ s^{-1}} {\displaystyle CO_{2}/O_{2}}专一性{\displaystyle ={\frac {k_{cat}[CO_{2}]\cdot K_{M}[O_{2}]}{k_{cat}[O_{2}]\cdot K_{M}[CO_{2}]}}=82} |
| ----------- | --- |

由表中可见，羧化/加氧酶的羧化速度非常的慢，每秒能羧化3.3个二磷酸核酮糖。而参与卡尔文循环的下游反应的酶反应速度快，如脱氢酶的转换数可达1000每秒。羧化/加氧酶所催化的反应也因此成为光合作用中的限速反应，同时也成为目前提高光合作用的着眼点。为了补足速度上的缺陷，羧化/加氧酶就要就要从数量上进行弥补。羧化/加氧酶占叶中可溶解蛋白质的50%，其在叶绿体基质的浓度达4到10×10-3mol/L，植物的世界性分布使得羧化/加氧酶成为地球上最常见的蛋白质。在25 °C空气中二氧化碳的浓度为11×10-6mol/L，酶与底物（二氧化碳和二磷酸核酮糖）之比为1000:1，这也是极其罕见的现象。羧化/加氧酶的广泛存在，也意味着光呼吸和光合作用一样，是世界上广泛发生的生化过程。
生物催化剂—酶具有几个特点，其中之一是专一性，就是说酶通常只催化一种反应物作一种反应。人们称之为“底物专一性”和“反应专一性”。但光呼吸之所以能发生，是因为羧化/加氧酶的“两面性”，即对二磷酸核酮糖除羧化作用（为二磷酸核酮糖添加-COO-基团）进行光合作用外，还具有加氧酶功能（为二磷酸核酮糖添加两个氧原子），并将二磷酸核酮糖导入光呼吸进程。该酶的活性中心不能分辨氧气和二氧化碳。两种气体共同争夺羧化/加氧酶的活性中心，在酶动力学上该现象被称为“竞争性抑制”，这在酶这种高效催化剂之中是很少见的。虽然在空气中二氧化碳/氧气比为0.035%/21%，而且在叶片的气腔二氧化碳的浓度比外界气体更低。但是在25 °C水中，二氧化碳的溶解浓度为11µM，而氧气的为253µM，两者之比为1/23。考虑到羧化/加氧酶对二氧化碳的80倍于氧气的高亲和力（见表中CO2/O2专一性），羧化作用:加氧作用稍低于80:23，约4:1到2:1，碳固定仍处于盈余状态。
氧分压和二氧化碳分压之比例是外界决定羧化/加氧酶反应平衡的因素之一。当氧分压增大而二氧化碳分压下降时，羧化/加氧酶的加氧酶活性上升，氧气进入C2循环。
另外，空气温度和湿度,光照强度也是影响碳固定速率的因素。
现今在植物细胞叶绿体基质中的羧化/加氧酶，其实早在35亿年前已在第一批化学无机营养生物内出现。当时地球原始大气中缺乏氧气而二氧化碳浓度相对较高，酶的加氧特性被压抑而羧化作用明显。强羧化作用对植物生长有好处。后来到了15亿年前大气中氧浓度增高，光呼吸才慢慢增强。此时羧化/加氧酶已无法区分氧气和二氧化碳了。

## 光呼吸不被压制的原因
光呼吸消耗非常多的能量和还原当量。而且还会降低二氧化碳的固定效率。但是1,5-二磷酸核酮糖羧化酶的结构十分复杂，通过缓慢的随机变异去改变活性中心，要做到既能保留光合作用的功能，又要消除光呼吸，这显得不太可能。即使是人类有目的的实验也未能做到。科学家一直就努力通过细胞生物学技术重组1,5-二磷酸核酮糖羧化酶活性中心的氨基酸序列，但改善不大。看来要彻底解决光呼吸，涉及到该酶活性中心氨基酸序列的大规模更换和编码基因的重编程（Reprogramme），而这是目前技术难以实现的。
蓝藻和高等植物羧化/加氧酶的羧化和加氧活性比在25 °C的空气中为4:1到2:1。这就已经意味着巨大的损耗，五分一到三分一二磷酸核酮糖将会被副反应利用而暂时不能用到卡尔文循环中，而且其回滚过程也意味着能量和底物的损耗。如果因为氧浓度升高或空气温度增加，比率降低到1:2的话，光合作用中的碳固定效果被完全抵消，碳代谢被平衡，植物将会停止生长。但是在大部分的环境下，自然选择的压力还不至于如此苛刻，每每要光呼吸耗尽所有光合作用之所得，而且一定要植物发展出一套适应策略去降低光呼吸才能生存。所以说，大部分植物还是可以“奢侈”地承受光呼吸的。而那一小部分不能承受光呼吸损耗的植物，则是那些生活在热带高温地区，或是生存密度高，竞争大地区的植物。这里自然选择要求这些植物发展出一套独特的机制去压制光呼吸。

### C4植物的光呼吸压制策略

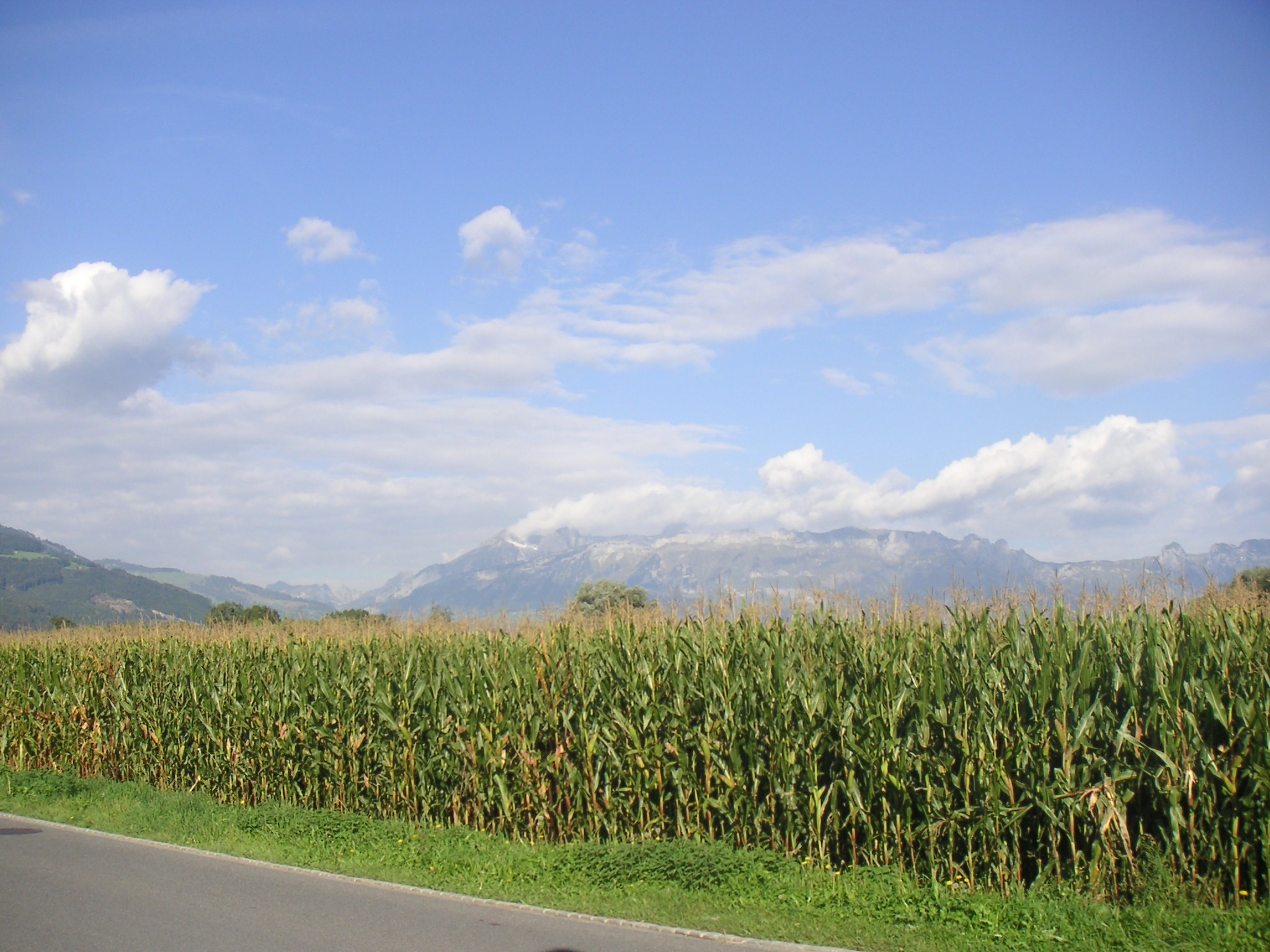
玉米使用C4途径，最大限度地减少光呼吸。

而生活在干旱地区的C4类植物却能很好的抑制光呼吸，因此它们比C3类植物更经济。这套机制并不涉及羧化酶/加氧酶的改造。C4植物的叶面有着“花环解剖结构”，植物的物质传导管道，即维管束，被一圈特化的细胞—维管束鞘细胞所包绕，维管束鞘再外面则是叶肉细胞。之所以说是“特化”，是因为维管束鞘细胞的结构与C3植物的不同，维管束鞘细胞和叶肉细胞存在分工现象。
首先是维管束鞘细胞的叶绿体，有些C4植物的维管束鞘细胞含有基粒退化的叶绿体，被称为无基粒叶绿体，这些叶绿体只含间质片层。而在光合作用的光反应中所需的光系统II主要是分布在基粒上。基粒的缺失意味着光反应不能正常进行。因此，无基粒叶绿体变成了专門暗反应的场所。
还有，叶肉细胞与外界可以进行气体交换，而且与C3类植物不一样，类植物的叶肉细胞不再被区分为海绵和栅栏叶肉组织，这样，维管束鞘细胞与外界气体进行的交换就被叶肉细胞取代了。虽然叶肉细胞和维管束鞘细胞被它们自身的木栓质细胞壁所隔开。但是两者之间具有广泛的胞间连丝联系，这种联系使得两者之间新陈代谢产物进出成为可能。如果破坏这种结构，反而会降低组织间物质流动速度，造成CO2在维管束鞘漏逸，降低相关酶的活性。可见，叶肉细胞则成了碳固定的场所。
综上两点，植物这种结构将二氧化碳的固定与卡尔文循环其他反应在空间上被隔开了。叶肉细胞高效吸收外界二氧化碳，再以碳酸根的形式供给维管束鞘细胞进行下面的反应。叶肉细胞成了二氧化碳泵，在它们里面进行的二氧化碳转为碳酸根的过程被称为二氧化碳先固定。而从二氧化碳的先固定到二氧化碳最终在维管束鞘细胞的释放被称为哈奇—史莱克循环。过程如下：二氧化碳先与磷酸烯醇式丙酮酸（PEP）通过磷酸烯醇式丙酮酸羧化酶合成草酰乙酸（Oxaloacetate），再被苹果酸脱氢酶转化为苹果酸（Malate），苹果酸会先被保存在叶肉细胞的液泡中，然后再进入维管束鞘细胞中分解为丙酮酸（Pyruvat）和二氧化碳，二氧化碳此时才加入到卡尔文循环中。
观察上面的过程，磷酸烯醇式丙酮酸羧化酶对二氧化碳的亲和力比羧化/加氧酶高得多。与C3植物的叶肉细胞要等到结合到大气中稀薄的二氧化碳才能开始卡尔文循环相比，植物的维管束鞘细胞则有了叶肉细胞这个能快速而且密度大的“供货”上游，源源不断地“泵”进二氧化碳，反应自然更高效。即使泵过程耗能，但是植物维管束鞘细胞中羧化/加氧酶周的二氧化碳浓度从5 µM被提高到 70 µM，高浓度二氧化碳能抑制光呼吸。类植物则要花费大量能量进行光呼吸。而在高温环境下，这种能量节约效果就更明显了。因为温度升高，羧化/加氧酶的加氧活性上升比羧化提升更快。虽然类植物在光合作用方面对环境的要求比类植物要高，适应性低，但类植物的二氧化碳泵机制却使它们具有很大的生理优势。
在热带地区，太阳入射角大，投影面积小，光通过大气的路程短，结果是地面温度高，光强大。植物光呼吸强度大，而且会损耗掉卡尔文循环中固定的碳元素的20%，能量损失非常大。加之植物要靠频繁开放气孔吸收二氧化碳以补偿自身羧化/加氧酶效能的低下，水分随着开放的气孔溢出（蒸腾作用），水分散失自然比植物的多。而水份供给又是植物从水生变到陆生之后的生存决定因素。不难理解，植物在该地区难以与植物竞争。
但是，光照弱的地区，却很少能见到植物（例外：唐氏米草）。光照弱（甚至成为生态学上的限制因素），温度低，植物可以省下二氧化碳前固定的能量，更具优势。
综上，将二氧化碳泵机制引入热带地区类植物，也是目前改造类植物光合效率的一个方向。

## 光呼吸的人工控制
有人认为，抑制光呼吸可以提高植物，特别是农作物的碳固定量，从而达到粮食增产的目的。因此科学家们对这方面都作过很多研究，期待有效抑制光呼吸。

### 基因工程和转基因技术
该方面的研究焦点是羧化/加氧酶。科研人员力求通过改变羧化/加氧酶本身结构或其作用环境，以达到提高其在光合作用方向上的专一性。通过基因工程和转基因技术的结合，目前有三种尝试。前两种着眼于提高羧化/加氧酶的羧化效率，即直接降低加氧酶活性，和通过加入旁路的酶提高羧化/加氧酶周围的二氧化碳浓度。第三种方法则是通过控制光呼吸其他的酶以达到降低光呼吸的目的。总体来说，这些方法还没有取得非常明显的成果，有时甚至得到负面的结果。

#### 尝试一
科学家在羧化酶/加氧酶改良方面有三种方向。一是为植物导入优质的羧化酶/加氧酶。研究发现，红藻的羧化/加氧酶其羧化/氧化专一性竟是粮食作物的三倍。两种红藻和拥有的羧化/加氧酶，其相对专一性为高等植物的2.5倍。因此有人将的羧化酶/加氧酶通过原质体系传导的方法导入到烟草植物细胞中。然后实验人员经过一段时间后测出植物体内该羧化/加氧酶大亚基的含量显著升高，但却没有明显的光合活性提升。原因可能在于烟草细胞中缺乏质粒伴侣素蛋白（Chaperon），这是该羧化/加氧酶正确折叠，以及发挥其效能的关键。
第二，是直接改造羧化/加氧酶。如上所述，羧化/加氧酶有8大亚基和8小亚基组成。大亚基包含了催化所需的结构。而小亚基则功能未明。故目前的科研都比较集中在大亚基上。羧化/加氧酶的大亚基上特定区域的氨基酸序列决定或影响了催化速率。但目前所有在这方面的基因工程试验都得到了负面结果，即光合效率反而更低。虽然目前原核生物和真核生物的羧化/加氧酶三维结构已了解得比较清楚，但是氨基酸序列，三维结构和催化效能的关系目前仍未明确。目前仍没有一种比较明确的基因工程策略。随机突变技术如有性PCR（DNA shuffling）和加速进化目前都有应用，但是直到今天，仍未有人成功分离出改造成功的羧化酶/加氧酶。
而在小亚基方面，改造工程处于起步阶段。有人在突变蓝细菌（Cyanobacteria）和绿藻的小亚基基因的试验后提出，小亚基有可能在提高碳固定效率和区分氧气/二氧化碳方面有其作用。也有可能，小亚基的基因工程是比目前大亚基基因工程更可行的改造策略。
第三，是通过激活蛋白改变羧化酶/加氧酶活性。科学家发现羧化酶/加氧酶的活化—失活状态和一种叫羧化/加氧酶活化蛋白（Rubisco activase）有关，这种蛋白在试管实验中显得并不稳定。C3植物在30到35摄氏度的环境下，碳积累能力下降。这个过程是可逆的，就是说只要温度回落，植物的碳固定能力会恢复。因此有人提出羧化酶/加氧酶活化蛋白与植物光合能力随温度起伏这一现象有关。越来越多文献支持这一假设。值得注意的是，植物在48 °C的环境下才达到其最大光合能力，可能与该植物羧化酶/加氧酶活化蛋白比大部分高等植物的更稳定，更适宜在高温环境下发挥作用有关。虽然还处在假设阶段，但是科学家已着手进行实验。他们利用基因突变等制造耐热的羧化/加氧酶活化蛋白。在试管中制造出的耐热羧化酶/加氧酶活化蛋白已能被分离并植入拟南芥中。这些实验植物在小幅度的提高温度的条件下，叶面面积是野株的两倍，光合效率提高30%。虽然这些结果只是初步的，但人们已经看到该方法在提高植物在高温环境下光合作用所具有的潜力。

#### 尝试二
提高二氧化碳浓度能降低光呼吸强度，正如C4植物的二氧化碳泵所作的。将C4植物二氧化碳泵机制引入C3植物也是目前的研究方向之一。其实，早在C4机制被阐明没多久，就有人致力于将C4植物的优良性状传导给C3植物，但是都失败了。在20世纪末21世纪初，C4旁路中的4种酶都被重组到C3植物中并被成功表达。例如，玉米等C4植物中分离出这些酶的基因就被重组到目标植物大米中。这些基因成功得到高水平的表达。科学家虽然从中观察到一些有趣的现象，但是并没有得到任何专一性方面的明显提高。这些酶单一的高水平表达并没有明显影响到大米的生长。而其中NADP-苹果酸酶的高含量却会导致植物发育滞胀和叶片变白。很重要的一点，C4植物的二氧化碳泵机制并不单单是酶的作用结果，还有其解剖方面的结构基础，即其“花环解剖结构”。而目前在该方面的科研努力都没有考虑到这么一个重要因素，只是着眼于在C3植物细胞中建立一套C4植物的酶系统。可见在这个方向的科研上还有很大需要改善的余地。
还有一种初步成功方法，就是将高度需二氧化碳蓝细菌中的ictB基因移植到高等植物中。虽然有人提出该基因具有积累无机碳元素的功能，但是总的来说ictB作用还是未明。现在科学家已经成功使烟草（Nicotiana tabacum）细胞表达蓝细菌聚球藻 PCC7942（Synechococcus PCC7942） ictB基因，并观察到，烟草在一定的二氧化碳水平下（但该水平并不是二氧化碳的饱和水平）表现出更高的光合效率。这种结果也在接受了鱼腥藻 PCC7120（Anabaena PCC7120）ictB基因的拟南芥被观察到了。在低湿度环境下，转基因的拟南芥Arabidopsis thaliana比野株生长更快，干重更大。这种光合效率的上升和碳盈亏点的下降说明了ictB基因可能在为羧化酶/加氧酶提高二氧化碳浓度方面具有一定作用。这些实验的结果说明，为农作物引入ictB基因可能能提高炎热干旱地区的农作物产量。将该基因投入商业用途需要一个前提，就是要明确认识到该基因在细胞中表达的蛋白质在细胞中的位置和作用。

#### 尝试三
第三种尝试是改变其他参与光呼吸酶的活性以达到抑制光呼吸的目的。这可以通过基因工程或添加光呼吸抑制剂达到。关于光呼吸抑制剂请见后。
这种尝试是建立在化学平衡的理据之上：一个化学反应A→B，反应初，A的浓度大，不断转变为B。但B会通过逆反应返回A，只是开始的时候B的浓度比A低得多，反应趋势是A到B。但如果B的浓度足够大，B到A的反应发生得和A到B一样频繁，反应在宏观上就被停止了。
再观察反应链A→B→C。如果B→C很慢，甚至被抑制，B的浓度就会很高。A→B之间的反应就不能进行，只能维持在平衡状态。
这种尝试试图解决能量，二磷酸核酮糖和NADPH在光呼吸途径上被浪费的问题。但是中间产物会因反应不能进行而被堆积，会对细胞造成损害。
试验证明，通过基因改造抑制了某些参与光呼吸的酶的植物，无法在正常空气中生长>ref>Jordan, Douglas B.; Ogren, William L. . Planta (Springer Science and Business Media LLC). 1984, 161 (4): 308–313. ISSN 0032-0935. PMID 24253719. doi:10.1007/bf00398720.</ref>。在反义植物中，甘氨酸脱羧酶的活性被压制，会导致植物日间甘氨酸水平高于野株100倍，进而出现光合速率降低和生长速度放慢。一些植物，其丝氨酸羟甲基转移酶（serine hydroxymethyl transferase SHMT）的活性降低则会更明显的影响植物的生长，特别是在高光照环境下。丝氨酸羟甲基转移酶活性被严重降低的植物无法在正常空气中生存，甚至在一般光照下也不行，但是却能在高二氧化碳下生存。

### 提高植物周围二氧化碳分压，降低氧分压
如上所述，羧化酶/加氧酶的活性受到所处大气二氧化碳和氧气的分压比例影响。同样是21%的氧气，在伴有300 μl/l CO2的情况下，光合作用效率会下降41%，其中三分二是因为氧气争夺羧化酶/加氧酶活性中心造成的，而另外三分一则是光呼吸损耗造成的。当二氧化碳浓度再下降到50 μl/l时，光合作用效率则会下降92%，此时，三分之二的损失却是由光呼吸造成的。
因此人为地提高羧化酶/加氧酶周围二氧化碳/氧气分压比例是抑制光呼吸一个快速有效的方法。在生产方面，在温室或大棚等封闭的系统中，可以应用干冰，或某些化学反应以提高空气中的二氧化碳浓度。而在露天的大田则应该注意风向的选择，保证通风良好，并且适当施加有机肥料，如碳酸氢铵，以增加土壤的二氧化碳释放率。据测定，缺乏腐殖质的土地二氧化碳释放率为2千克/亩·小时，相对的富含腐殖质的土地，二氧化碳释放可达4千克/亩·小时。目前全球气候变暖，二氧化碳的浓度在过去两三百年内因为工业的发展在稳定上升，到2050年时，二氧化碳会到达550ppm水平。从全球的角度来看，粮食产量可能会因为光呼吸的抑制而增加。但这个效应应该结合臭氧和其他气候因素综合考虑。

### 使用光呼吸抑制剂
乙醇酸是光呼吸过程中第二个产物，科学家通过某些化学制剂可以抑制其产生，使得光呼吸的后续反应无法进行下去，从而达到抑制光呼吸的作用。主要的光呼吸抑制剂有以下几种：
- α-羟基磺酸盐，能抑制乙醇酸氧化酶的活性，乙醇酸的氧化过程受阻，后续反应减慢，另一方面这会造成乙醇酸浓度的上升，在1，5-二磷酸核酮糖→乙醇酸的反应中，反应平衡往反应物方向移动，光呼吸被抑制。但是值得注意的是，当经过一段时间后，植物固碳效果并不显著提升，估计是由于积累起来的乙醇酸对植物造成毒害作用而致的。
- 亚硫酸氢钠，同样是作用于乙醇酸氧化酶[49]。以100mg/L 的亚硫酸氢钠喷洒大豆叶片，1到6天内，光合速率平均提高15.6%，光呼吸被抑制达32.2%。
- 异烟肼，可以通过增强一部分乙醛酸相关的转氨基酶活性，使乙醛酸更容易生成甘氨酸或其他产物来抑制光呼吸。
- 2,3-环氧丙酸，有人认为其会作用于谷氨酸-乙醛酸转氨酶，达到抑制光呼吸的目的，但并未得到广泛证实。

需要注意的是，目前大多数有关光呼吸抑制剂的数据都来自于实验室，并未得到广泛的应用和证实，而且科学家还未能找到一种不具副作用的羧化酶/加氧酶特异抑制剂。

### 选用低光呼吸作用作物
不同的植物，其光呼吸的强度也不一样。C3类植物，如大多数树木，大豆，烟草属于高光呼吸植物类型，光合速率较低。相对于高光呼吸植物，C4类植物的光呼吸可以说被完全抑制，如甘蔗和玉米。目前在高等植物中发现的专一性最高的羧化酶/加氧酶存在于粮食作物中。根据在地中海地区对24种C3类植物的羧化酶/加氧酶研究，科学家得出结论，生活在炎热，干燥和高盐环境中的植物，其羧化酶/加氧酶专一性较高。补血草属植物（Limonium）拥有的羧化酶/加氧酶专一性超过了很多农作物，而其中的一种Limonium gibertii更是该次研究的专一性冠军。理论上，可以通过杂交或分子生物学技术改造农作物光呼吸方面的属性，提高产量。

## 光呼吸的正面效应
对于C3类植物来说，光呼吸就如一个活塞。当外界气温升高，而植物气孔需要关闭来防止过多水分的流失时，叶中的二氧化碳浓度会降低，这导致暗反应的停滞。暗反应不能及时消耗多余的能量ATP，这导致在光反应中单态氧出现机率增大。而单态氧非常活泼，会对叶细胞的光合作用器进行广泛的破坏。近期对于转基因植物和插入突变株的研究表明，光呼吸是植物在有氧环境下必须的生化过程。总结来说，植物在高光照，干旱和高盐等热带环境下会发生光抑制，而光呼吸则很可能是减轻其影响的机制。
光呼吸过程中产生的两种氨基酸：甘氨酸和丝氨酸可为植物代谢所用。
所有这些发现导致了植物科学方面的讨论，是否应该在降低植物光呼吸方面去作出努力。

## 测定方法
一般的气体交换方法不能测出光呼吸的二氧化碳/氧气使用情况。可用的方法有如下几种：
- 对植物进行光照，突然停止，这时会发生所谓的“二氧化碳猝发”，其速率可代表植物光呼吸的速率。
- 先让植物在低氧环境下进行光合作用，此时光呼吸不能进行。在将植物植物置于大气中，可根据两种状态之间的差异推算光呼吸的速率。
- 用具有碳14同位素的二氧化碳供应植物进行光合作用。然后在暗室向植物通入不含二氧化碳的空气，测定其呼吸情况一次。再在光照条件下测定一次。可根据两次之差进行推算。
- 将二氧化碳与光合速率关系曲线移动至二氧化碳为0，光合速率为负的位置，即可读出光呼吸速率。

## 參看
- C4类二氧化碳固定
- 景天酸代謝(CAM)
- 光合作用
- 卡尔文循环
- 1,5-二磷酸核酮糖羧化酶/加氧酶
- 植物氮固定
- 叶绿体
- 线粒体
- 过氧化物酶体

### 延伸阅读推荐
本条目仅是对光呼吸的一个概览。若要进一步了解光呼吸，可另行参阅其他资料，包括以下材料，里面有本条目未包含的内容：
- 波鸿大学科学杂志，里面提到了光呼吸的发生史，以及羧化酶/加氧酶的“时间窗口假说”和通过基因技术改造该酶获得初步成功。
- Taiz, L., Zeiger, E.:Plant Physiology, 3rd edition, Palgrave Macmillan 2002. 该书提及到光呼吸过程中产生的物质在植物中另一些代谢环节里被处理的情况。
- 植物生理学网站（页面存档备份，存于）

### 其他
- （中文） 人教 光呼吸简介
- （中文） 光呼吸的简明介绍[]
- （中文） 生命经纬，抑制光呼吸提高植物产量
- （中文） 较详细论及光呼吸的网站
- （德文） 介绍了光呼吸，C3，C4和CAM植物。（页面存档备份，存于）
- （德文） 植物学在线
- （德文） 一种新的压制C3植物光呼吸方法，全文可下载
- （英文） 以对话形式介绍光呼吸的网站，非常有趣易懂，并可下载ram文件收听。
- （英文） 一个图文并茂的网站，有趣的介绍了光呼吸过程及其相关
- （英文） 一个简明介绍光呼吸的网站（页面存档备份，存于）
- （英文） 光呼吸回眸 Archive.today的存檔，存档日期2013-08-01